# MS Superspeed 1
MS Superspeed 1 – szybki prom typu ro-ro, należący do norweskich linii Color Line. Został zbudowany w stoczni Aker Finnyards w Rauma w Finlandii w 2008 roku. 13 marca tego samego roku rozpoczął regularne kursy na trasie z norweskiego Kristiansand do Hirtshals w Danii.

## Budowa
Od czasu założenia w 1991 roku, linie Color Line eksploatowały wiele różnych promów na trasach z Norwegii do Danii. Po kilku latach obserwacji innych tras wiosną 2004 roku linie rozpoczęły prace koncepcyjne nad dwoma dużymi, szybkimi promami pod nazwą projektu Color Line Superspeed. Nowe statki zostały zaplanowane na jak największą prędkość w celu eliminacji nocnych przepraw promowych, czego efektem było m.in. wyposażenie pokładów w kabiny dostępne wyłącznie dla kierowców pojazdów ciężarowych. 15 grudnia 2005 roku wykonanie statków zostało zlecone stoczni Aker Finnyards, która już wcześniej zbudowała dla Color Line dwa największe promy świata: MS Color Magic oraz MS Color Fantasy. Dostawa promu była pierwotnie planowana na grudzień 2007 roku, jednak ze względu na problemy technicznie z silnikiem statek MS Superspeed 1 został ukończony dopiero w I kwartale 2008 roku.

## Wyposażenie

### Wygląd zewnętrzny
Kształt kadłuba został zaprojektowany w taki sposób, aby uzyskać jak największą prędkość oraz stabilność statku. Rufa promu jest stosunkowo długa z dużą ilością przestrzeni. Kadłub został pomalowany na tradycyjny ciemnoniebieski kolor linii Color Line, z dekoracyjnym czerwonym paskiem w górnej części. Charakterystyczny komin posiada podobne wzornictwo co bliźniacze statki MS Color Fantasy oraz MS Color Magic.

### Wnętrze
Większość przestrzeni pasażerskiej znajduje się na pokładach 7 i 8, powyżej wielopoziomowego pokładu samochodowego. Wewnętrzne atrium o wysokości dwóch pokładów znajduje się przy wejściu na śródokręciu. W przedniej części pokładu 7 znajduje się duży sklep wolnocłowy. Salon biznesowy znajduje się na pokładzie 8, obok kompleksu barów.